# Холизъм
Холизмът е концепция, която възприема нещата като едно цяло, вместо да разглежда всяка съставна част поотделно.
Всяка система притежава определени характеристики, които няма как да се разберат, ако се изследват само отделните ѝ части.
В медицината холистичен подход се счита за такъв, при който се разглежда цялостното състояние на човека вместо отделните симптоми.
Холизмът се среща и в редица области като квантовата механика, екологията, лингвистиката и други и точно поради тази причина интерпретирането му може да варира.